# Bisèrrula
Biserrula, que en català es pot anomenar bissèrrula, és un gènere de plantes amb flors de la família de les fabàcies. Tradicionalment , depenent de les fonts consultades, era considerat un gènere monotípic, amb una sola espècie, encara aque ara hi ha qui diu que conté dues espècies diferents o també que directament no és un gènere digne de consideració.

## Descripció i distribució
Ambdues espècies d'aquest gènere són pròpies dels països de la conca mediterrània en sentit ampli.
Biserrula pelecinus(=Astragalus pelecinus (L.) Barneby) es troba com autòctona als Països Catalans (però a les Balears només es troba a Menorca). La seva distribució és generalment a la part litoral de la conca del Mediterrani. Des de fa relativament s'utilitza aquesta planta com farratgera que és molt adaptable a qualsevol terreny sempre però que sigui de reacció àcida. L'espècie és una herba anual ascendent de fins a 30 cm, pilosa amb fulles imparipinnades, amb de 7 a 15 parells de folíols. Les flors fan de 4 a 6 mm i són blanquinoses amb l'àpex blavenc, es disposen en raïms axilars curts. El llegum és deprimit de 12 a 40 mm de llarg dentat a ambdós costats i indehiscent. Viu en pradells de plantes anuals principalment en contrades marítimes, Maresme, del Rosselló al Barcelonès i Baix Camp. Al País Valencià, en canvi, penetra més a l'interior i es troba a la comarca dels Serrans i també a Horta de València però és molt més rara que a Catalunya.
Biserrula epiglottis(=Astragalus epiglottis L.) és una petita planta anual que arriba com a molt a un pam d'alçada. Viu al voltant de la conca mediterrània, al llarg del litoral de Catalunya i el país valencià en prats dominats per  plantes anuals que apareixen quan les condicions són favorables, sobre sòls rics en nitrògen.

## Taxonomia
A rel dels estudis taxonòmics basats en caracters moleculars i filogenètics, fets pel Grup per a la Filogènia de les Angiospermes, la taxonomia de les angiospermes ha patit canvis molt profunds que han regirat molt els conceptes tradicionals (basats més en criteris morfològics). Avui en dia, segons el criteri de "Plants of the World Online", aquest gènere té dos espècies, atès que l'any 2014 se li ha incorporat una altra espècie que fins llavors es considerava part del gènere Astragalus
- Biserrula epiglottis (L.) Coulot, Rabaute & J.-M.Tison (2014)
- Biserrula pelecinus L. (1753)

Hi altres flores de referència que directament consideren aquestes dues espècies com a part del gènere Astragalus i per tant opinen que les diferències existents no són de prou entitat per a proposar l'existència d'aquest gènere separat: Segons Flora Ibèrica,  Astragalus pelecinus i Astragalus epiglottis pertanyen a dues seccions diferents dins del gènere Astragalus i ni tan sols situen a A.epiglottis dins de la mateixa secció Biserrula